# Justin Roberts
Justin Jason Roberts (29 de diciembre de 1979) es un anunciador de lucha libre estadounidense quien trabaja actualmente para All Elite Wrestling. Es muy conocido por su trabajo en la WWE desde 2002 hasta 2014.

## Carrera
Roberts comenzó a ver la lucha libre, después de haber observado una edición del Saturday Night's Main Event y conocer a Kerry Von Erich y The Ultimate Warrior en un hotel de Wisconsin. Los eventos combinados inspiraron a Roberts a convertirse en un seguidor de la lucha libre profesional. Entrenó brevemente como árbitro para poder estar en el mismo ring con Curt Hennig, del cual era un gran admirador.
Roberts comenzó a ser anunciador de lucha libre a los 16 años para la promoción de lucha libre profesional local Pro Wrestling International, y anunció su primer combate en noviembre de 1996. Mientras estudiaba Medios de Arte y Comunicaciones en la Universidad de Arizona de 1998 a 2002, Roberts trabajó para otras promociones independientes tales como la American Wrestling Alliance, All Pro Wrestling y la Impact Zone Wrestling. Durante este tiempo, también anunció para el Toughman Contest.

### World Wrestling Entertainment / WWE (2002 - 2014)
En 2002, Roberts fue contratado por la World Wrestling Entertainment como entrevistador tras bambalinas de SmackDown, seguido más tarde por el paso a la marca Raw. También trabajó en los espectáculos Velocity y Heat mientras estaba de gira como anunciador de tiempo completo en Raw. En particular, Roberts anunció para el espectáculo ECW cada semana en la Cadena SciFi hasta septiembre de 2007, antes de intercambiar con Tony Chimel de SmackDown. Roberts llegó a la cima de su profesión cuando anunció el evento principal de WrestleMania XXIV entre Edge y The Undertaker el 30 de marzo de 2008. Además de anunciar combates de SmackDown y pago por visión, Roberts también anuncia en WWE Superstars, incluyendo el episodio inaugural del 16 de abril de 2009.
Iniciando el 28 de septiembre de 2009, Roberts obtuvo los derechos y se hizo cargo de anunciar en Raw debido a la salida de Lilian García.
Fue atacado brutalmente por Daniel Bryan en la invasión de The Nexus en junio de 2010, provocando así el momentáneo e inmediato despido de Bryan, quien durante dicho ataque decidió aplicarle una llave de sumisión fuera del ring en la cual lo ahogaba con su propia corbata; algo que la WWE no vio con muy buenos ojos debido a la brutal violencia del hecho. 
El 13 de octubre de 2014, la WWE decidió no renovarle el contrato, dejando la empresa.

### All Elite Wrestling (2019-presente)
El 3 de abril de 2019, Roberts fue contratado por All Elite Wrestling (AEW) como anunciador.

## Otros medios
Roberts también ha actuado y aparecido en películas como Stuart Saves His Family, el próximo The Guardian y Soul Food. Tuvo pequeños papeles en Sleepless in Seattle, Blue Chips y Only the Lonely. También apareció en un episodio de The Jerry Springer Show.